# Мутон, Мишель
Мише́ль Муто́н (фр. Michèle Mouton; род. 23 июня 1951, Грас, Приморские Альпы, Франция) — французская автогонщица. Единственная женщина-пилот, которой удавалось стать призёром чемпионата мира по ралли (вице-чемпион 1982 года), призёром чемпионата Европы по ралли (вице-чемпион 1977 года), и победительницей гонки по подъёму на гору Пайкс Пик (стала первой в 1985 году). Также она единственная женщина, выигрывавшая на этапах чемпионата мира по ралли.

## Личная жизнь
Родители Мишель выращивали розы и жасмин в Грасе, для нужд местной парфюмерной промышленности. После окончания средней школы Мутон начала изучать юриспруденцию, но вскоре забросила учёбу и сосредоточилась на раллийной карьере.

## Гоночная карьера

### Начало карьеры пилота и штурмана

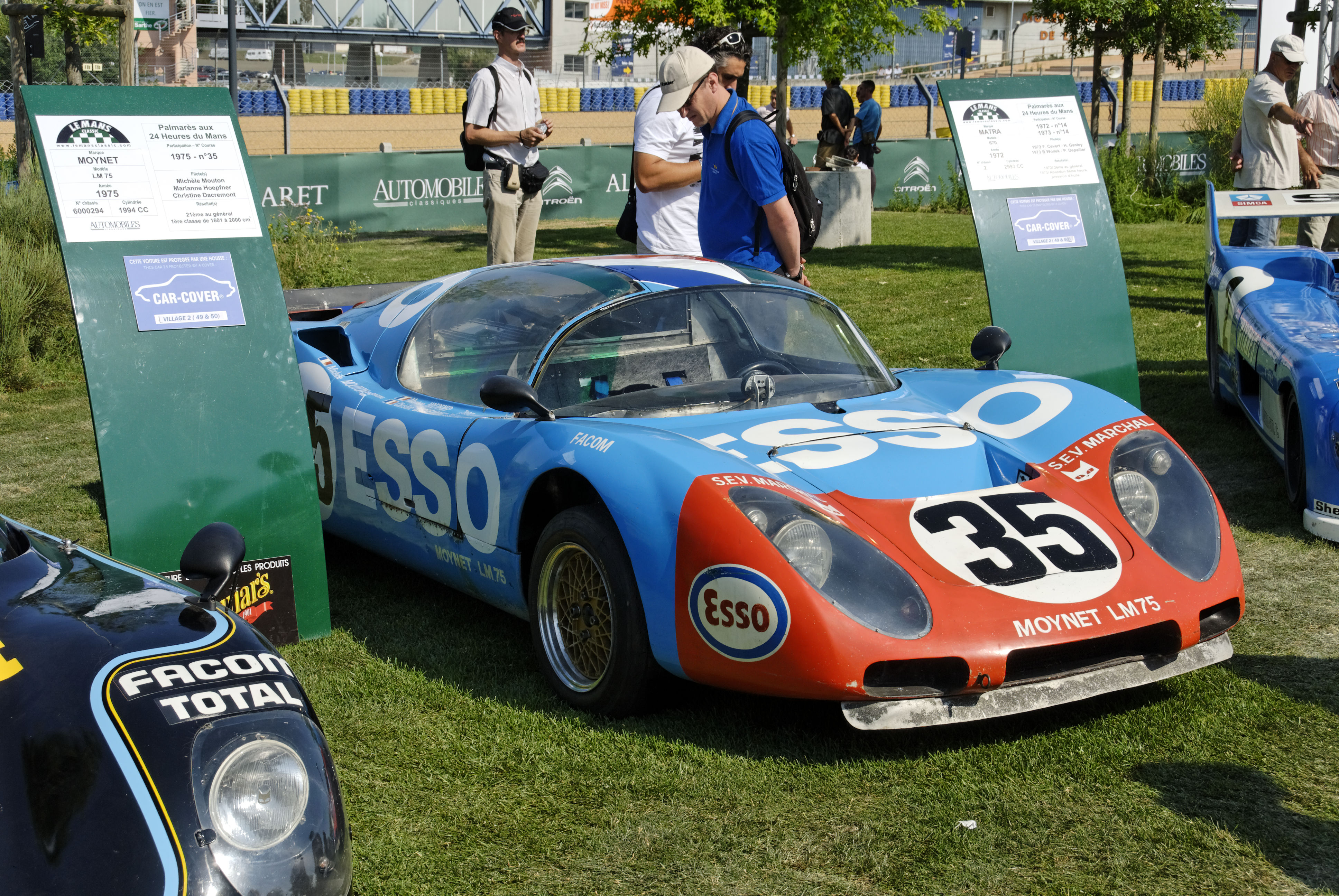
Moynet LM75 на котором Мишель Мутон с напарницами участвовала в 24 часа Ле-Мана 1975 года

Хотя Мутон начала водить отцовский Citroën 2CV начиная с 14-ти лет, долгое время она не проявляла интереса к автоспорту. И только в 1972 году заинтересовалась гонками всерьёз, когда её друг Жан Тайби попросил Мишель попрактиковаться с ним перед стартами на Ралли Корсики.
Первые старты для Мишель прошли в 1973 году во внутрифранцузских соревнованиях. Дебютным стало «Ралли Жана Бера», в котором она участвовала на переднеприводном Renault 12 Gordini. А уже вскоре пересела на заднемоторный и заднеприводной Alpine-Renault A110. На машине этой модели она провела два последующих сезона, стартуя прежде всего во французских раллийных гонках, периодически выезжая на этапы чемпионата мира и чемпионата Европы. Также в 1973—1975 годах она провела несколько гонок в качестве штурмана, в том числе дважды на этапах WRC в Ралли Монте-Карло (в 1973 и 1975 годах).
Дебютировала на этапах чемпионата мира 30 ноября 1974 года на ралли Корсики за рулём Alpine-Renault A110, закончила карьеру в мировом первенстве там же в 1986 году на Peugeot 205 Turbo 16.
В 1975 году участвовала в гонке 24 часа Ле-Мана в женском экипаже вместе с Кристин Дакремон и Марианн Хёпфнер на спортпрототипе Moynet LM75. Команда заняла общее 21-е место и первое в классе машин с рабочим объёмом двигателя 1,6—2,0 л.
В сезоне 1976, после старта на привычном 110-м в Ралли Монте-Карло, Мишель затем пересела на другой заднемоторный и заднеприводной спорткар от того же производителя — Alpine-Renault A310, на котором заняла 8 место во французском чемпионате.

### Расцвет карьеры пилота

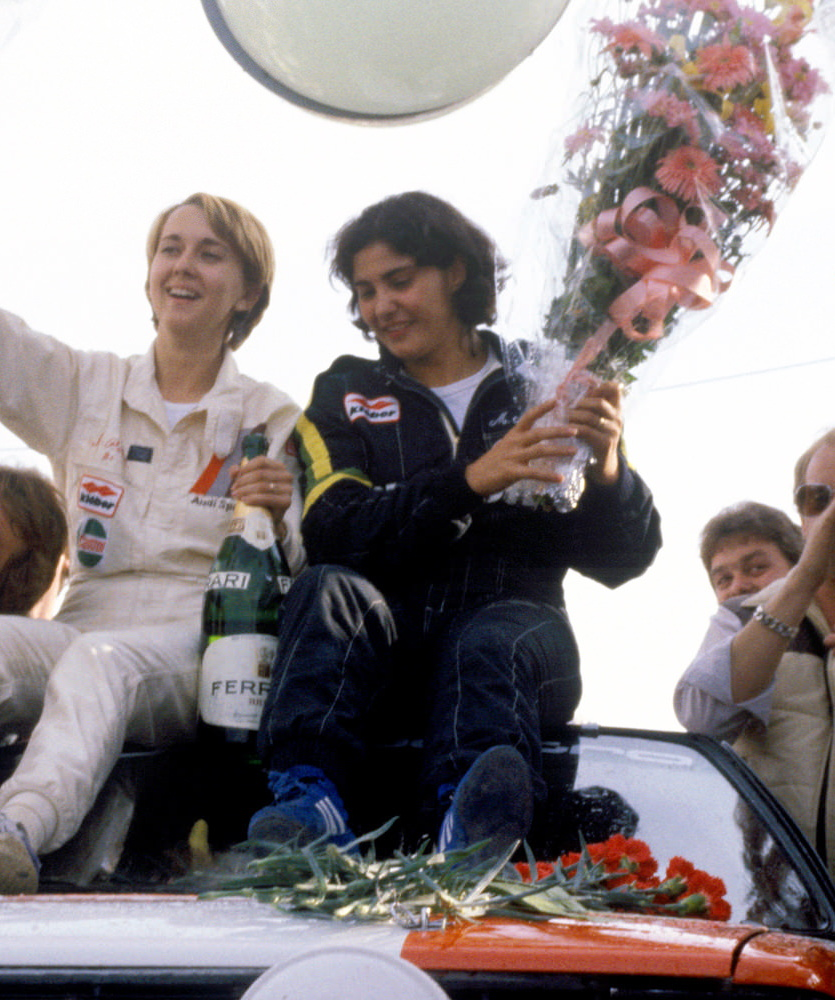
Мишель Мутон с Фабрицией Понс, после победы в ралли Сан-Ремо-1981

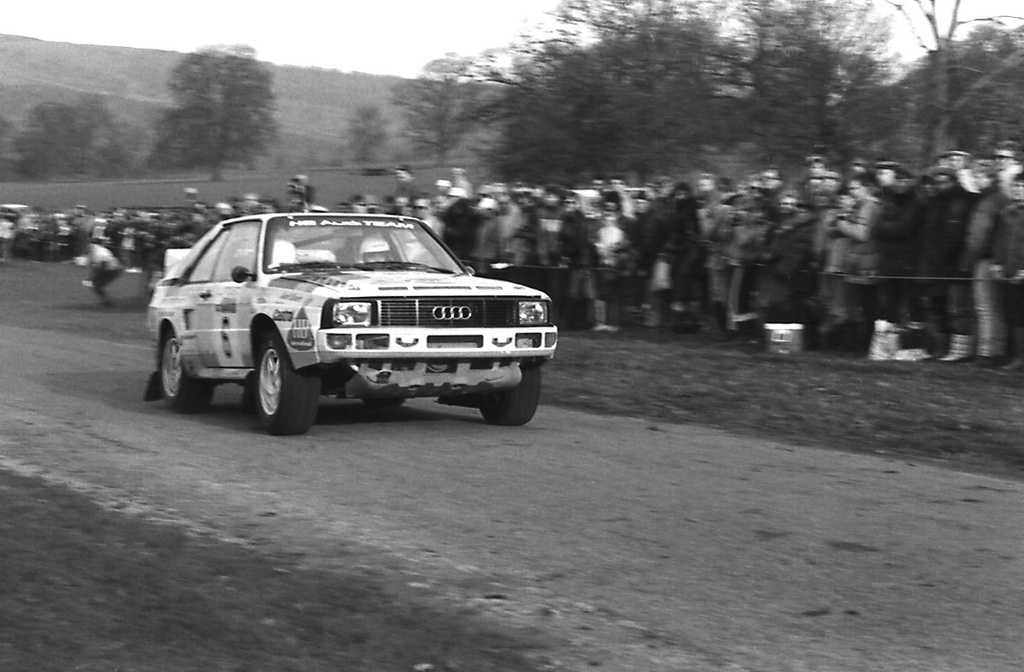
Мишель Мутон на Audi Sport Quattro в RAC Rally-1984

1977 год оказался разнообразным на используемые ей модели. На старт Ралли Монте-Карло она вывела миниатюрный переднеприводной хетчбэк Autobianchi A112 Abarth, после чего вновь пересела на заднемоторный и заднеприводной спорткар, только уже немецкого производства — Porsche 911 Carrera RS 2.7. На нём она смогла достичь своего первого большого успеха — выиграв RACE Rallye de España, этап Кубка ФИА для ралли-пилотов и чемпионата Европы по ралли. После чего она стала вице-чемпионом европейского турнира, хотя и с более чем двукратным отставанием по очкам от победившего Бернара Дарниша, но опередив на 35 очков финишировавшего третьим Ари Ватанена. Такой успех женщины-пилота, невиданный до этого, не мог не остаться незамеченным. И к концу года Fiat France предложил Мишель контракт, подписав который она села за руль Fiat 131 Abarth. После двух гонок в 1977-м, она провела затем за рулём итальянской машины три полных сезона. Выиграла две гонки, включая ещё один этап чемпионата Европы и Кубка ФИА для ралли-пилотов — французское ралли под названием Tour de France Automobile-1978. Сезон 1978 стал для неё лучшим с Fiat, она заняла четвёртое место в Кубке ФИА для ралли-пилотов (предшественнике чемпионата мира в личном зачёте) и стала пятой в европейском первенстве. В то же время, последующие 1979 и 1980 годы оказались для неё не самыми удачными, несмотря на массу призовых мест в гонках, общий результат в турнирной таблице чемпионатов мира и Европы оказывался невысоким.
Всё полностью изменилось в 1981-м, когда Мишель пригласили в заводскую команду Audi Sport, где ей предстояло выступать на инновационном в то время полноприводном турбированном Audi Quattro. В том году она сходу выиграла ралли Сан-Ремо, став первой женщиной победившей на этапе чемпионата мира по ралли. Этот успех современники назвали сенсационным, хотя до этого в её активе уже были две победы на этапах Кубка ФИА для ралли-пилотов, турнира являющегося прямым предшественником чемпионата мира в личном зачёте.
В сезоне 1982 Мишель одержала сразу три победы (в Португалии, Бразилии и Греции), больше всех в году, но стала только вице-чемпионом мира. В то же время, она первая и единственная женщина добившаяся столь высокой позиции в чемпионате мира по автоспортивной дисциплине. При этом Мутон уступила Вальтеру Рёрлю всего 12 очков, сойдя по ходу сезона пять раз (Рёрль — трижды). Перед финальной гонкой турнира Мишель узнала о смерти своего отца и во время этапа допустила сход, разбив машину. На это могло повлиять и дополнительное психологическое напряжение, на фоне полученного известия. Тем не менее, очки Мутон и Ханну Микколы позволили команде Audi впервые победить в зачёте марок. Журнал Autosport присудил ей премию «Международный раллийный гонщик года».

### Завершение карьеры пилота

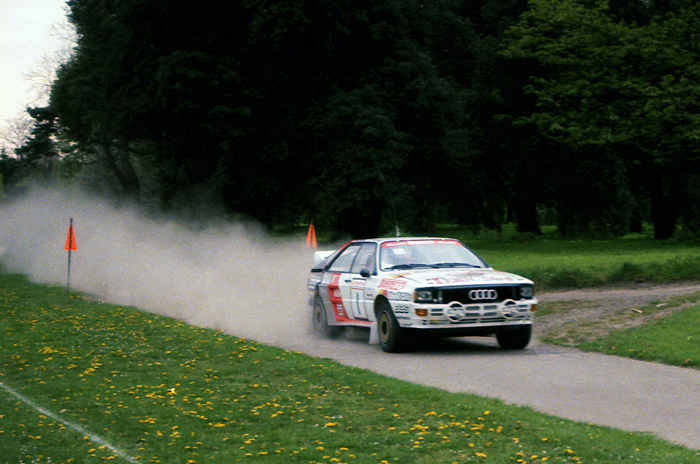
Мишель Мутон на Audi Quattro A2 в Welsh Rally-1985

После этого результаты пошли на спад, побед в WRC больше не было. Хотя она по-прежнему побеждала в раллийных соревнованиях, но более низкого уровня, включая этапы чемпионата Европы. А в чемпионате мира она закончила сезон 1983 на пятом месте. 1984-й год и вовсе за пределами первой десятки, на 12-й позиции. В 1985-м стартовала главным образом в чемпионате Великобритании по ралли за команду Audi Sport UK, но финишировала только один раз, на втором месте. Остальные пять стартов закончились сходами, как и единственный в году выезд на этап WRC. Главный успех этого года был достигнут не в ралли. Мишель смогла выиграть в знаменитом американском соревновании по подъёму на гору Пайкс Пик за рулём Audi Sport Quattro, с рекордом прохождения дистанции.
В 1986 году Мишель пересела на Peugeot 205 T16. В чемпионате мира она стартовала всего в двух гонках, оба её выступления закончились сходом. Основным турниром для неё стал чемпионат Германии по ралли, в котором она выиграла, одержав победы во всех шести гонках, в которых доезжала до финиша. После этого сезона Мутон завершила свою раллийную карьеру. Хотя после периодически выходила на старт небольших гонок.

### Послегоночный период
В 1988 году сыграла ключевую роль в организации Гонки чемпионов в память о Хенри Тойвонене, чья смерть во многом повлияла на запрет группы B.
В 2000-м за рулём Porsche 911 стала второй в гонке на классических раллийных автомобилях Ралли Лондон — Сидней.
В 2010 году стала первым президентом Комитета женского автоспорта ФИА. В ноябре этого же года во время показательного заезда на Гонке чемпионов слишком остро атаковала бордюр и допустила переворот автомобиля, инцидент обошёлся без травм.

## Победы на этапах чемпионата мира по ралли
| № | Этап             | Сезон | Штурман       | Автомобиль   |
| - | ---------------- | ----- | ------------- | ------------ |
| 1 | Ралли Сан-Ремо   | 1981  | Фабриция Понс | Audi Quattro |
| 2 | Ралли Португалии | 1982  | Фабриция Понс | Audi Quattro |
| 3 | Ралли Акрополис  | 1982  | Фабриция Понс | Audi Quattro |
| 4 | Ралли Бразилии   | 1982  | Фабриция Понс | Audi Quattro |

## Результаты

### Чемпионат мира по ралли
Кроме приведенных в таблице результатов Мутон приняла участие в 8 ралли (очки набрала только на Ралли Корсики 1975 года — 7 место).
| Год  | Команда        | Автомобиль         | 1        | 2     | 3     | 4        | 5        | 6        | 7        | 8     | 9        | 10    | 11       | 12       | Место | Очки |
| ---- | -------------- | ------------------ | -------- | ----- | ----- | -------- | -------- | -------- | -------- | ----- | -------- | ----- | -------- | -------- | ----- | ---- |
| 1977 | Michèle Mouton | Разные             | МОН 24   |       |       |          |          |          |          |       |          | ФРА 8 |          |          | -     | -    |
| 1978 | Michèle Mouton | Разные             | МОН 7    |       |       |          |          |          |          |       |          | ФРА 5 |          |          | -     | -    |
| 1979 | Fiat France    | Fiat 131 Abarth    | МОН 7    |       |       |          |          |          |          |       |          | ФРА 5 |          |          | 21    | 12   |
| 1980 | Fiat France    | Fiat 131 Abarth    | МОН 7    |       |       |          |          |          |          |       |          | ФРА 5 |          |          | 23    | 12   |
| 1981 | Audi Sport     | Audi Quattro       | МОН Сход |       | ПОР 4 |          | ФРА Сход | ГРЕ Сход |          |       | ФИН 13   | ИТА 1 |          | ВЕЛ Сход | 8     | 30   |
| 1982 | Audi Sport     | Audi Quattro       | МОН Сход | ШВЕ 5 | ПОР 1 |          | ФРА 7    | ГРЕ 1    | НЗЛ Сход | БРА 1 | ФИН Сход | ИТА 4 | КОТ Сход | ВЕЛ 2    | 2     | 97   |
| 1983 | Audi Sport     | Audi Quattro A1/A2 | МОН Сход | ШВЕ 4 | ПОР 2 | КЕН 3    | ФРА Сход | ГРЕ Сход | НЗЛ Сход | АРГ 3 | ФИН 16   | ИТА 7 |          | ВЕЛ Сход | 5     | 53   |
| 1984 | Audi Sport     | Разные             |          | ШВЕ 2 |       | КЕН Сход |          | ГРЕ Сход |          |       | ФИН Сход |       |          | ВЕЛ 4    | 12    | 25   |